# Мяо Хуа
Мяо Хуа (кит. 苗华; род. ноябрь 1955, Фучжоу, Фуцзянь) — китайский военный политкомиссар, адмирал (2015), член Центрального военного совета Китая, с 2017 года начальник его Управления по политической работе (политкомиссар армии Китая). Член ЦКПД КПК 18 созыва, член ЦК КПК 19 созыва. В 2014—2017 гг. политкомиссар ВМС НОАК. Генерал-лейтенант (июль 2012). Почти 36 лет прослужил в 31-й армейской группе НОАК (31st Group Army).

## Биография

### Ранние годы
По национальности ханец. В 14-летнем возрасте вступил в НОАК, а спустя год — в КПК (в 1969-м и 1973-м годах соответственно, согласно другому источнику).
Получил военное образование в Оборонном научно-техническом университете НОАК, учился по инженерной специальности, бакалавр.

### Военная карьера
В 1999—2005 гг. возглавлял политотдел 31-й армейской группы НОАК (31st Group Army). Генерал-майор (2001). В 2005—2010 гг. политкомиссар 12-й армейской группы НОАК (12th Group Army). В 2010—2012 гг. глава политотдела Ланьчжоуского военного округа, в 2012—2014 гг. заместитель политкомиссара и секретарь комиссии по проверке дисциплины НОАК того же военокруга, в 2014 году его политкомиссар (преемник генерала Li Changcai).
В 2014—2017 гг. политкомиссар ВМС. Адмирал (2015). Присвоение ему адмиральского звания отмечалось в некоторой степени экстраординарным.
В сентябре 2017 года сменил в должности главы Управления по политической работе ЦВС КНР (Political Work Department of the Central Military Commission) генерал-полковника Чжан Яна, в отношении которого перед тем начали расследование.
Его указывают давним соратником Си Цзиньпина — наряду с генералами Чжан Юся и Ли Цзочэном. Принимал его генерал армии Рауль Кастро Рус, первый секретарь Центрального комитета Коммунистической партии Кубы.
Согласно одному из ИИ-исследований, Мяо Хуа и Чжан Шэнминь являлись наиболее вероятными кандидатами на два места для военных в Политбюро ЦК КПК 20-го созыва. (Подразумевалось избрание после XX съезда КПК в октябре 2022 года.)

### Отставка и следствие
28 ноября 2024 года министерство национальной обороны объявило об отстранении Мяо, пока он находится под следствием за «серьёзные нарушения дисциплины». 30 апреля 2025 года Постоянный комитет 14-го Всекитайского собрания народных представителей (ВСНП) объявил, что Мяо был уволен из ВСНП. В конце мая партийный чиновник заявил, что Мяо подозревается в «правовых нарушениях». Департамент политической работы Центрального военного совета провёл военную представительскую конференцию 14 марта 2025 года и принял решение об отстранении его от должности представителя в 14-м Всекитайском собрании народных представителей. 27 июня Постоянный комитет 14-го Всекитайского собрания народных представителей проголосовал за отстранение Мяо от работы в Центрального военного совета.

### Комментарии
1. ↑  Исполнение обязанностей приостановлено с 28 ноября 2024 года.